# Muhammad Najib el-Roubai

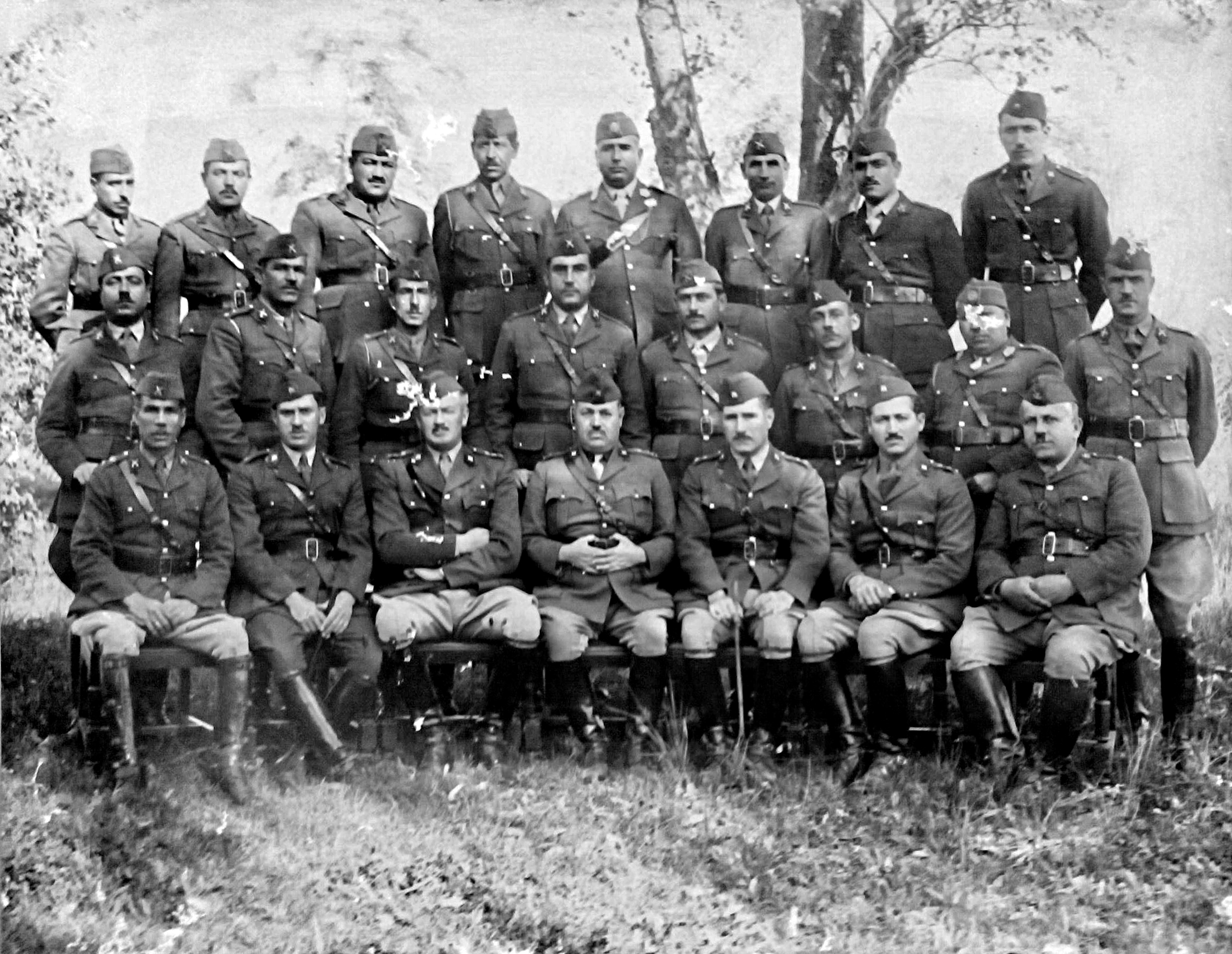
Muhammad Najib el-Rubai, 1942

Muhammad Najib el-Rubai (ar-Ruba'i), né le 14 juillet 1904 à Bagdad et mort le 6 décembre 1965 dans la même ville, est un général et homme d'État irakien. Il est le premier président de l'Irak comme président du Conseil de souveraineté du 16 juillet 1958 au 8 février 1963.

## Biographie
En 1924, il entre à l'École royale militaire dès sa fondation et obtient son diplôme d'officier le 1er juillet 1927, puis il rejoint le collège d'état-major irakien et enfin le collège d'état-major de Konya en Turquie.
Il appartient à l'Organisation nationale des officiers, fondée par le colonel Rifaat Al-Hajj Seri en 1949, et dirige celle-ci en 1956. La même année, il devient commandant de la troisième division de l'armée irakienne et atteint le grade de lieutenant-général le 2 novembre 1957. Il est alors envoyé comme ambassadeur d'Irak en Arabie saoudite, en résidence à Djeddah.
Avec Abdel Karim Kassem, il est un des meneurs du coup d'État qui renverse la monarchie du roi Fayçal II le 14 juillet 1958. Deux jours plus tard, il revient à Bagdad et prend le poste de président du Conseil de souveraineté. Il est le premier chef d'État de la République irakienne, mais sa fonction est essentiellement honorifique, la réalité du pouvoir étant exercée par le général Kassem, nommé Premier ministre. Le 7 octobre 1959, il survit à une tentative d'assassinat fomentée par Saddam Hussein.
Il perd le pouvoir et se retire de la vie politique le 8 février 1963 à la suite d'un nouveau coup d'État conduit par Abdel Salam Aref. 
Très affaibli des suites de l'attentat de 1959 dont il ne s'était jamais vraiment remis, il meurt en 1965. 